# A Korean Odyssey
A Korean Odyssey (Originaltitel: kor. 화유기 Hwayugi) ist eine südkoreanische Fernsehserie mit Lee Seung-gi, Cha Seung-won, Oh Yeon-seo, Lee Hong-gi und Jang Gwang. Die Serie basiert auf dem chinesischen Klassiker Die Reise nach Westen von Wu Cheng’en. Sie besteht aus 20 Episoden und wurde vom 23. Dezember 2017 bis zum 4. März 2018 auf tvN ausgestrahlt. In Deutschland ist die Serie über Netflix verfügbar.

## Handlung
Schon als Kind hat Seon-mi die Fähigkeit, sogenannte „Monster“ oder Untote zu sehen, die den anderen Menschen verborgen bleiben. Manchmal wird Seon-mi von ihnen angegriffen, beispielsweise in der Schule oder auf dem Heimweg. Sie verteidigt sich dann mit einem gelben Regenschirm oder wird vom Geist ihrer verstorbenen Großmutter beschützt. Als sie eines Tages wieder von einem Monster angegriffen wird, wird sie vom Höllenfürst Woo beschützt. Dieser bietet ihr zur Abwehr der Monster seinen magischen Gehstock an. Dafür soll Seon-mi ihm einen Fächer bringen, der sich in einem verwunschenen Haus befindet, dass dem Monster Son Oh-gong, einem „himmlischem Weisen“ seit mehreren hundert Jahren als Gefängnis dient. Son Oh-gong trickst Seon-mi aus, so dass diese ihn unabsichtlich befreit. Dabei geht er einen Pakt mit ihr ein, sie immer dann zu beschützen, wenn sie seinen Namen ruft. Jedoch lässt er Seon-mi seinen Namen vergessen.
Im Jahr 2017 ist Seon-mi eine junge Erwachsene, die ihre Fähigkeit im Immobilienhandel nutzt. Sie kauft Häuser, in denen Monster ihr Unwesen treiben und damit die Besitzer verängstigen. Danach verhandelt sie mit den Monstern oder vertreibt sie. Höllenfürst Woo ist in der Unterhaltungsbranche tätig und leitet Lucifer Entertainment, bei dem u. a. Models, Tänzer und K-Pop-Stars unter Vertrag sind – fast alle ebenfalls Monster. Die Begegnung zwischen Seon-mi und Woo in Seon-mis Kindheit machte sie zu der Reinkarnation von Sam-jang, dem es vorherbestimmt ist, das Schicksal der Menschheit zum Guten zu wenden. Gelingt es jedoch einem Monster Sam-jang zu fressen, so wird dieses dadurch sehr mächtig, weswegen verschiedene Monster anfangen, Seon-mi zu jagen.
Hierbei kreuzen sich erneut die Wege von Seon-mi, Son Oh-gong und Höllenfürst Woo. Son Oh-gong hat zuerst das Ziel, Sam-jang zu fressen, um hierdurch unheimlich mächtig zu werden. Da er aber seinerzeit mit Seon-mi den Pakt geschlossen hat, sie zu beschützen, kann er ihr kein Leid zufügen. Höllenfürst Woo wiederum kann durch Sam-jangs Rettung zu einer Gottheit werden und dadurch seine eigene große Liebe retten, die seit Jahrhunderten mit der Strafe belegt ist, ein Leben voller Qualen zu führen und immer wieder auf schreckliche Weise zu sterben. So tun sich Son Oh-gong und Woo mehr oder weniger widerwillig zusammen, da Woo von Son Oh-gong sehr genervt ist. Woo wird dabei zusätzlich von weiteren Monstern unterstützt – etwa seiner Assistentin Frau Ma, dem Star „P. K.“ oder seinem Koch Dae-Sik, der in seinem menschlichen Leben der CEO eines großen Mobilfunkherstellers ist. Auch wenn es zeitweise erscheint, als seien die Monster Seon-mi gegenüber freundlich gesinnt, wird immer wieder klar, dass diese Seon-mi zumindest anfänglich vor allem zu ihrem Zweck nutzen wollen. So ist beispielsweise Woos Assistentin Ma ohne weiteres bereit, Seon-mi zu opfern, um dem Höllenfürsten damit vermeintlich einen Gefallen zu tun. Auch Son Oh-gong betont anfänglich immer wieder, dass er Seon-mi nur wegen ihres Paktes beisteht. Höllenfürst Woo trickst daraufhin Son Oh-gong aus und beschafft Seon-mi einen magischen Armreif, das Geumganggo, durch das Son Oh-gong gefühlsmäßig an Seon-mi gebunden wird. Somit sichert Woo ab, dass Son Oh-gong Sam-jang nicht angreifen kann. Son Oh-gong lässt Seon-mi sich daraufhin auch wieder an seinen Namen erinnern, so dass sie ihn in Gefahrensituationen rufen kann. Daraufhin rettet er sie oder auch Menschen, die Seon-mi schützen will, wie ihren Assistenten Han-joo, mehrfach vor Angriffen durch Monster.
Während Seon-mi unterstützt durch die Monster immer wieder kleinere Aufträge bewältigt, wird im Verlauf der Serie langsam klar, welche große Mission sie hat. Auch erstarken in ihr Gefühle für Son Oh-gong, die sie jedoch zuerst nicht zulassen will, da sie der Meinung ist, seine Gefühle für sie seien ausschließlich das Resultat des Geumganggo und er sei in Wahrheit nur selbstverliebt. So sagt Son Oh-gong ihr auch immer wieder, dass er sie unterstütze und beschütze, weil er sie liebe, verweist dabei aber auch immer direkt auf den Zwang durch das Geumganggo. Seon-mi erhält jedoch bald die Möglichkeit herauszufinden, was Son Oh-gong für sie empfindet, wenn das Geumganggo seine Gefühle nicht beeinflusst.

## Besetzung

### Hauptbesetzung
- Lee Seung-gi: Son O-gong
- Cha Seung-won: Woo Hwi-chul / Woo Ma-Wang
- Oh Yeon-seo: Jin Seon-mi / Samjang
  - Kal So-won: Jin Seon-mi (jung)
- Lee Hong-gi: P.K / Jeo Pal-gye
- Jang Gwang: Yoon Dae-sik / Sa Oh-jeong

### Nebenbesetzung
- Lee Se-young: Jung Se-ra / Jin Bu-ja / Richie / Ah Sa-nyeo
- Lee El: Ma Ji-young
- Song Jong-ho: Kang Dae-sung
- Kim Sung-oh: Lee Han-joo
- Sung Hyuk: General Dong / Fee Ha
- Sung Ji-ru: Soo Bo-ri
- Yoon Bo-ra: Alice / Ok-ryong
- Jung Jae-won: Hong Hae-ah
- Im Ye-jin: Hausierer (basierend auf Guanyin)

## Einschaltquoten
| Episode # | Ausstrahlungsdatum | Quoten     | Quoten                 | Quoten      |
| Episode # | Ausstrahlungsdatum | AGB-Quoten | AGB-Quoten             | TNMS-Quoten |
| Episode # | Ausstrahlungsdatum | Südkorea   | Seoul (Metropolregion) | TNMS-Quoten |
| --------- | ------------------ | ---------- | ---------------------- | ----------- |
| 1         | 23. Dezember 2017  | 5,290 %    | 5,933 %                | 4,9 %       |
| 2         | 24. Dezember 2017  | 4,849 %    | 5,292 %                | 5,4 %       |
| 2         | 25. Dezember 2017  | 5,623 %    | 6,659 %                | 6,2 %       |
| 3         | 6. Januar 2018     | 5,614 %    | 6,125 %                | 7,1 %       |
| 4         | 7. Januar 2018     | 6,060 %    | 6,439 %                | 7,0 %       |
| 5         | 13. Januar 2018    | 6,102 %    | 6,473 %                | 6,2 %       |
| 6         | 14. Januar 2018    | 6,942 %    | 7,749 %                | 7,2 %       |
| 7         | 20. Januar 2018    | 5,131 %    | 5,044 %                | 6,1 %       |
| 8         | 21. Januar 2018    | 5,822 %    | 5,949 %                | 6,4 %       |
| 9         | 27. Januar 2018    | 5,054 %    | 5,539 %                | 5,8 %       |
| 10        | 28. Januar 2018    | 6,271 %    | 6,987 %                | 6,6 %       |
| 11        | 3. Februar 2018    | 5,705 %    | 5,702 %                | 6,5 %       |
| 12        | 4. Februar 2018    | 5,605 %    | 6,122 %                | 6,1 %       |
| 13        | 10. Februar 2018   | 4,397 %    | 4,365 %                | 5,0 %       |
| 14        | 11. Februar 2018   | 5,517 %    | 5,810 %                | 6,2 %       |
| 15        | 17. Februar 2018   | 3,586 %    | 3,516 %                | 4,5 %       |
| 16        | 18. Februar 2018   | 4,250 %    | 4,565 %                | 4,6 %       |
| 17        | 24. Februar 2018   | 3,821 %    | 3,819 %                | 5,0 %       |
| 18        | 25. Februar 2018   | 5,472 %    | 5,708 %                | 6,2 %       |
| 19        | 3. März 2018       | 5,945 %    | 6,205 %                | 6,8 %       |
| 20        | 4. März 2018       | 6,881 %    | 6,924 %                | 7,4 %       |